# Baureihe 270 (DR)
Baureihe 270 – elektryczny zespół trakcyjny produkowany w latach 1979-1992 dla kolei miejskiej w Berlinie. Wyprodukowano 166 zespołów trakcyjnych. Pierwszy zespół wyprodukowano w październiku 1979 roku. Jeden elektryczny zespół trakcyjny został zaprezentowany na wiosennych targach lipskich w 1987 roku w nowym czerwonym malowaniu. Jeden zespół trakcyjny otrzymał dodatkowy silnik spalinowy. Został wyprodukowany do podmiejskich pociągów pasażerskich na niezelektryfikowanych liniach kolejki. Elektryczne zespoły trakcyjne malowano na kolor burgund oraz kości słoniowej.